# Рогачевський Ісак Захарович
Ісак Захарович Рогачевський (6 березня 1894, місто Миргород Полтавської губернії, тепер Полтавської області — розстріляний 15 жовтня 1937) — радянський металург, державний діяч, перший директор «Запоріжсталі».

## Біографія

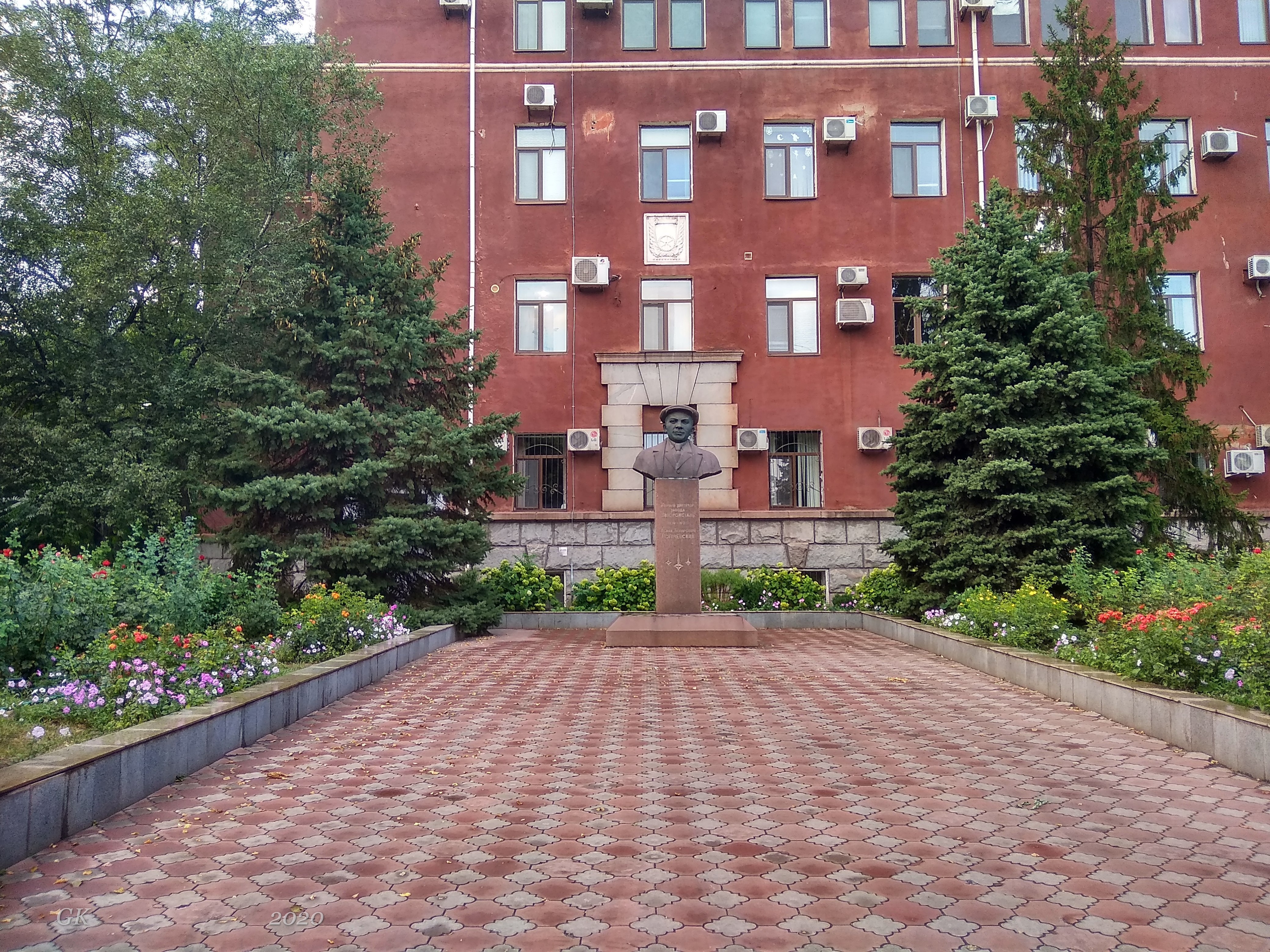
Пам'ятник Рогачевському І. З біля адміністративної будівлі «Запоріжсталі»

Народився у родині експедитора залізниці.
Член РКП(б) з 1923 року.
У 1925 році закінчив робітничий факультет Харківського інституту народного господарства. З 1925 року — помічник головного інженера і заступник директора Макіївського металургійного заводу на Донбасі.
У 1929?—1931 роках — директор Сталінського металургійного заводу на Донбасі. У 1931 році закінчив Донецький індустріальний інститут в місті Сталіно.
У 1931—1932 роках — директор Дніпропетровського металургійного заводу імені Петровського. У 1932—1933 роках стажувався на металургійних підприємствах Німеччини.
У 1933—1934 роках — керуючий тресту «Трубосталь» у місті Харкові.
У 1934 — серпні 1937 року — перший директор Запорізького металургійного заводу імені Серго Орджонікідзе (начальник комбінату «Запоріжсталі»).
14 серпня 1937 року заарештований органами НКВС. 15 жовтня 1937 року розстріляний. Посмертно реабілітований у 1956 році.

## Нагороди
- орден Леніна (23.03.1935)